# کماندو ۲
کماندو ۲ (به هندی: Commando 2) فیلمی محصول سال ۲۰۱۷ و به کارگردانی دوان بوجانی است. در این فیلم بازیگرانی همچون ویدیوت جاموال، آدا شارما، اشا گوپتا، آویشا شارما، فردی درووالا، تاکور انوپ سینگ، سومیت گولاتی ایفای نقش کرده‌اند.